# Veronika Povilionienė

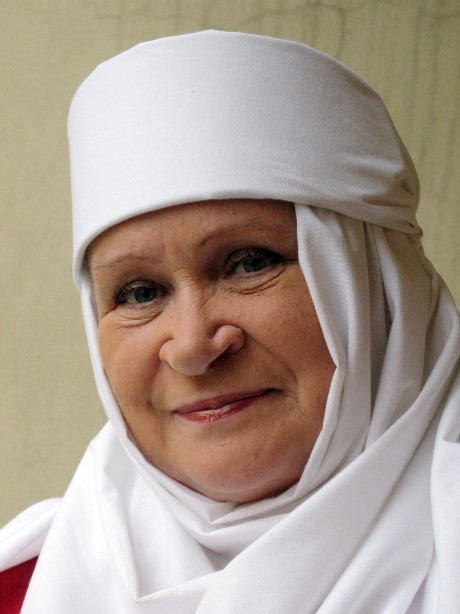
Veronika Povilionienė (2004)

Veronika Povilionienė (*  18. November 1946 in Kareivonys, Rajon Lazdijai) ist eine litauische Musikerin, Folklore-Sängerin.

## Leben
Nach dem Abitur 1964 an der Mittelschule Kapčiamiestis bei Lazdijai absolvierte  Povilionienė 1976 das Diplomstudium an der Fakultät für Geschichte und Philologie der Vilniaus universitetas. Ihre Diplomarbeit war über die Volkslieder von Adutiškis (Rajongemeinde Švenčionys). Von 1974 bis 1986 arbeitete Povilionienė als Sängerin im Volksmusiktheater und dann im  Litauischen Freilichtmuseum und im Zentrum der  Ethnokultur in Kaunas. Seit 1991 leitete sie den Liederclub Blezdinga. Ab 2002 arbeitete Povilionienė als Oberspezialistin im Zentrum für litauische Volkskultur und im Lehrerhaus Vilnius als Event-Managerin.
Povilionienė schrieb mehrere Volkslieder im Region Dzūkija auf. Sie sang mit dem Multiinstrumentalist Petras Vyšniauskas und hatte viele Konzerte mit ihm.
Povilionienė ist verheiratet mit dem Diplomaten Vidmantas Povilionis.

## Auszeichnungen
- 1987: Verdiente Volksartistin von Sowjetlitauen
- 1993: Jonas-Basanavičius-Preis
- 2002: Gediminas-Orden
- 2008: Litauischer nationaler Kultur- und Kunstpreis